# Parque Nacional de Berchtesgaden
O Parque Nacional Berchtesgaden é um parque nacional localizado no sul da Alemanha, na sua fronteira com a Áustria, próximo aos municípios de Ramsau bei Berchtesgaden e Schönau am Königsee, na Baviera. Foi criado em 1978 para proteger as paisagens dos Alpes de Berchtesgaden. Com sede na cidade de Berchtesgaden, o parque foi designado Reserva da Biosfera pela UNESCO em 1990.

## Localização e geografia

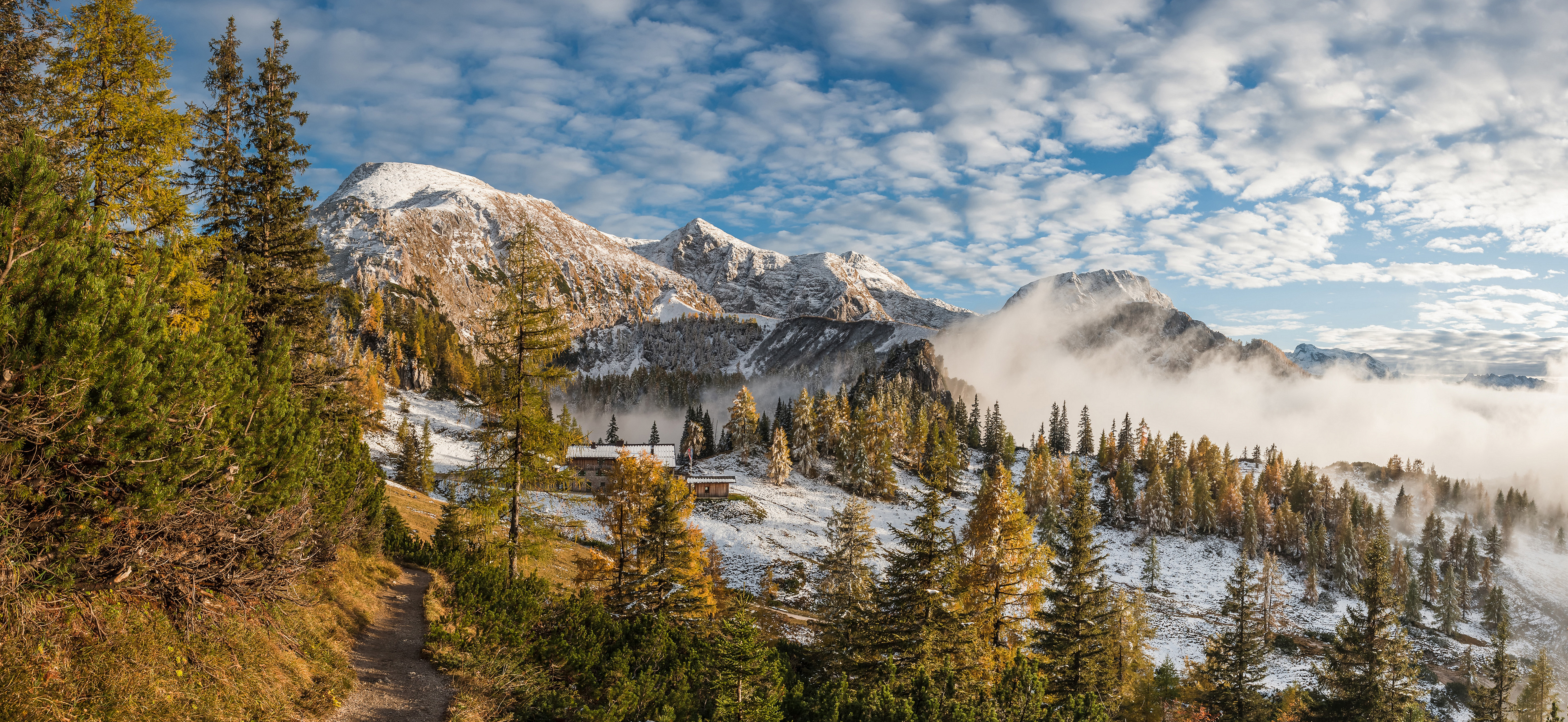
Paisagem no Parque Nacional de Berchtesgaden

O parque está localizado na área montanhosa ao sul da cidade de Berchtesgaden. Os limites leste, sul e oeste do parque coincidem com a fronteira estadual entre a Alemanha e a Áustria. A área do parque não é economicamente desenvolvida e não há assentamentos. No centro do parque há um grande lago, o Königssee, ou Lago do Rei, que se alonga do sul para o oeste. Toda a área do parque pertence à bacia de drenagem do Salzach e, consequentemente, do rio Danúbio. A oeste do lago fica o maciço de Watzmann (2.713 m), e além disso, separado pelo vale Wimbachtal, o maciço de Hochkalter (2.607 m). O Watzmann é o terceiro maciço montanhoso mais alto da Alemanha. A geleira Watzmann, localizada abaixo da face oriental do Watzmann, e a Blaueis, adjacente ao Hochkalter, são duas das cinco geleiras da Alemanha.

## História
Durante o período da Segunda Guerra Mundial, Hermann Göring, que, entre outras responsabilidades, era Ministro de Estado das Florestas e da Caça, declarou a área ao redor de Obersee uma área de conservação natural particularmente protegida. A iniciativa de criar um parque nacional foi introduzida pela primeira vez em 1953. Na década de 1960, foi apresentada uma iniciativa simultânea para construir um teleférico até o cume do Watzmann, que ia contra o projeto de criação de um parque e, no final, foi abandonado em 1972 por decisão do Estado Livre da Baviera, que também decidiu criar um parque nacional. O parque foi inaugurado em 1º de agosto de 1978 e tinha uma área total de 208.08 km2. Em 1990, o parque nacional foi reconhecido pela UNESCO como Reserva da Biosfera, e em 2010, o parque foi expandido para uma área de 210 km2. 